# Аширлиев, Байраммурад Аширлиевич
Байраммурад Аширлиевич Аширлиев (туркм. Baýrammurad Aşirliew; 1948, с. Эрик-Кала, Ашхабадский район, Ашхабадская область, Туркменская ССР, СССР) — туркменский государственный деятель, действительный государственный советник юстиции. 2-й Генеральный прокурор Туркменистана (1993–1997).

## Биография
В 1972 году окончил юридический факультет Туркменского государственного университета.
В 1972–1986 годах – помощник прокурора, следователь, прокурор Байрам-Алийского района Марыйской области.
С 1987 года – прокурор города Байрам-Али.
С 1991 года – первый заместитель прокурора города Ашхабада.
С 1992 года – прокурор Ахалского велаята Туркменистана.
С 7 января 1993 года – Генеральный прокурор Туркменистана.
3 апреля 1997 года освобождён от должности за «серьёзные недостатки в работе».